# نیکل تتراکربونیل
نیکل تتراکربونیل (به انگلیسی: Nickel tetracarbonyl) با فرمول شیمیایی Ni(CO)۴ یک ترکیب شیمیایی با شناسه پاب‌کم ۲۶۰۳۹ است. که جرم مولی آن 170.73 g/mol می‌باشد. شکل ظاهری این ترکیب، مایع بی‌رنگ یا زرد کمرنگ دیامغناطیس است.